# Peter Orins
Peter Orins (* 1977) ist ein französischer Jazz- und Improvisationsmusiker (Schlagzeug, Elektronik, Komposition).

## Leben und Wirken
Orins hatte eine klassische Musikausbildung, lernte dann Schlagzeug an einer Musikschule, bevor er am Conservatoire National de Région de Lille Jazz studierte (Abschluss 1997). Unterricht hatte er bei Guy Gilbert, Jean-François Canape und Gérard Marais. Daneben studierte er Musikwissenschaft, Improvisation (bei Fred Van Hove) und Komposition bei Jean-Marc Chouvel und Ricardo Mandolini. Ab Mitte der 1990er-Jahre arbeitete er als professioneller Schlagzeuger; ab 2000 war er Mitglied der Musikerkollektivs Circum. In diesem Umfeld arbeitete er mit den Bandprojekten Impression (ab 2012 Flu(o)), Quartet Base und dem Stefan Orins Trio. Ab 2010 war er im Circum-Nachfolge-Kollektiv CRIME in Lille aktiv. Ferner gehörte er dem Improvisations-Orchester La Pieuvre unter Leitung von Olivier Benoît an und arbeitete in Soloprojekten (Schlagzeug und Elektronik) sowie in Projekten mit David Bausseron, Laurent Rigaut, Ivann Cruz, Christian Pruvost, Jean-Luc Guionnet, Benjamin Duboc, Yanik Miossec und Falter Bramnk. 
Von 2006 bis 2009 leitete Orins das französisch-vietnamesische Bandprojekt Hué/Circum. 2010 bildete er das Quartett Kaze mit Satoko Fujii, Natsuki Tamura und Christian Pruvost, für das er auch komponierte; mit dieser Band tourte er in Japan, Israel, Deutschland, Frankreich, USA und Kanada; vier Alben dieser Formation (Stand 2018) sind erschienen. 2015 arbeitete er im Quartett mit Fujii, Sophie Agnel und Didier Lasserre (Trouble Kaze, 2016); ferner gehörte er Fujiis Orchestra Berlin (2016) an. Daneben spielte er mit Ivann Cruz/Maciej Garbowski, im Muzzix-Kollektiv und mit Theater-, Tanz- und Film-Projekten, für die er komponiert.
Im Laufe seiner Karriere spielte er auch mit Didier Aschour, Renée Baker, Jeb Bishop, Petr Cancura,  Jacques Di Donato, François Corneloup, Steve Dalachinsky, Andrew D’Angelo, Ernest Dawkins, Stéphane Garin, Michael Griener, Avreeayl Ra, Radu Malfatti,  Josh Sinton, Curtis Hasselbring, René Hart, Sylvain Kassap, Frank London, Norbert Lucarain, Joe Morris, Dave Rempis, Akira Sakata, Gebhard Ullmann, Nate Wooley, Michael Zerang und Camel Zekri. Im Bereich des Jazz verzeichnet Tom Lord zwischen 2010 und 2014 seine Teilnahme an sechs Aufnahmesessions.

## Diskographische Hinweise
- Stefan Orins Trio: Bonheur Temporaire (Circum-Disc, 2006)
- Jérémie Ternoy/Ivann Cruz/Peter Orins: Le Gorille (Circum-Disc, 2009)
- Kaze: Rafale (Circum-Libra Records, 2011)
- Garbowski-Cruz Quartet: Rashomon Effect (IMP Records, 2014)
- Empty Orchestras (Helix, 2014) solo[2]
- Jérémie Ternoy, Ivann Cruz, Peter Orins: Qeqertarsuatsiaat (Circum-Disc, 2016)
- Wei 3: Kaliko (Circum-Disc 2016), mit Jarry Singla, Maciej Garbowski
- Kaze: Atody Man (2018), mit Satoko Fujii, Natsuki Tamura, Christian Pruvost
- Adoct: Ouvre-Glace (2021), mit Sakina Abdou, Barbara Dang, Jeremie Ternoy, Ivann Cruz
- Kaze & Ikue Mori: Crustal Movement (2023)
- Kaze: Unwritten (Libra, 2024)